# Эредиа, Нила
Нила Эредиа Миранда (Эредия, исп. Nila Heredia Miranda; 21 сентября 1943, Уюни, Потоси, Боливия) — боливийский медик, левая активистка и политическая деятельница.
Была министром здравоохранения Боливии при первой и второй администрациях президента Эво Моралеса Аймы: в 2006—2008 и 2010—2012 годах. С 2016 года она является исполнительным секретарем Андской организации здравоохранения.
Медик по профессии, преподавала анатомию и занимала административные должности в высших учебных заведениях и их медицинских факультетах.
В молодости — участница троцкистских и геваристских леворадикальных движений, во время военных диктатур подвергалась заключению и пыткам. Возглавляла Ассоциацию родственников задержанных, пропавших без вести и мучеников за национальное освобождение Боливии (Асофамд). С момента её создания в августе 2017 года является президентом Комиссии по установлению истины Боливии.

## Биография

### Левый активизм и преследования диктатурой
Во время правой диктатуры Уго Бансера в 1970-х Эредиа была членом боливийской троцкистской Революционной рабочей партии и геваристской Армии национального освобождения. Была задержана правительственными войсками 2 апреля 1976 года. Её пытали в префектуре Кочабамба и заключили в тюрьму Виача, после чего выслали в Перу.
Иск по делу её незаконного задержания и пыток был передан в Межамериканский суд по правам человека. После запроса отчётов от правительства Боливии в 1977 году суд постановил, что власти страны нарушили её права на неприкосновенность и надлежащую правовую процедуру. В том же году пропал её муж Луис Стампони, который был задержан диктатурой Бансера и передан таким же авторитарным властям Аргентины, ответственным за десятки тысяч смертей. В эмиграции была координатором Боливийского комитета по правам человека (1980—1984) и секретарём по координации с департаментами Постоянной ассамблеи по правам человека в департаменте Ла-Паса (1978—1982).

### Профессиональная медицинская и педагогическая карьера
После перехода Боливии к демократическому правлению в 1982 году вернулась на родину, где преподавала в Главном университете Сан-Андрес, стала деканом его медицинского факультета в 1985—1988 годах и вице-канцлером (проректором) в 1988—1991 годах; на несколько месяцев временно исполняла обязанности ректора.
Кроме того, была президентом Университета социального обеспечения Ла-Паса (1988—1991), доцент Педагогического института им. Хосе Э. Вароны, Гавана (Куба), президентом и генеральным секретарём Медицинского колледжа Ла-Паса (в 1999—2001 и 2001—2003 годах соответственно). Получила дополнительные образования в сфере управления и администрирования университетов, здравоохранения и эпидемиологии в вузах Боливии, Канады и Чили. Почётный профессор медицинского факультета Университета Сан-Андрес.

### Политическая карьера и работа министром
Параллельно продолжала активно работать с общественными, профсоюзными и правозащитными движениями. После прихода к власти партии «Движение к социализму» Эредиа, бывшая техническим директором Департамента здравоохранения с момента его учреждения в июне 2004 года, была рекомендована в правительство по квоте профобъединения Боливийский рабочий центр.
С января 2006 года до января 2008 года она входила в состав правительства Эво Моралеса в качестве министра здравоохранения и спорта. В этом статусе председательствовала в Руководящем комитете Всемирной организации здравоохранения в 2006—2007 годах. Она вернулась в Министерство здравоохранения в январе 2010 года, вначале в качестве заместителя министра здравоохранения и пропаганды — до мая того же года, когда она снова была назначена на должность министра.
В сентябре 2015 года МИД Боливии назначил её на должность исполнительного директора Андской региональной организации здравоохранения (ранее она была её президентом во время своего первого министерского срока). Она вступила в должность 15 января 2016 года. На международном уровне также была генеральным координатором Латиноамериканской ассоциации социальной медицины ALAMES и членом Руководящего комитета Панамериканской организации здравоохранения.

### Правозащитный активизм
С 2001 по апрель 2005 года она возглавляла Ассоциацию родственников задержанных, пропавших без вести и мучеников за национальное освобождение Боливии (Асофамд). Также была президентом Латиноамериканской федерации ассоциаций родственников задержанных и пропавших без вести с 2003 по ноябрь 2005 года. С момента ее создания в августе 2017 года она является президентом Комиссии по установлению истины Боливии, которая расследует преступления, совершённые во время военных диктатур 1970-80 годов.